# Schongau (Svizzera)
Schongau (, toponimo tedesco) è un comune svizzero di 1 068 abitanti del Canton Lucerna, nel distretto di Hochdorf.

## Geografia fisica
Schongau sorge sul versante occidentale delle alture del Lindenberg, sopra il lago di Hallwil.

## Monumenti e luoghi d'interesse
- Chiesa cattolica di Nostra Signora (parrocchiale fino al 1924) in località Oberschongau, attestata dal 1358, ricostruita nel 1500 circa e ristrutturata nel 1700 da Jeremias Schmid[3][4];
- Chiesa parrocchiale cattolica di Sant'Ulrico in località Mettmenschongau, eretta nel 1923-1924[3][4].

## Società

### Evoluzione demografica
L'evoluzione demografica è riportata nella seguente tabella:
Abitanti censiti

## Geografia antropica

### Frazioni
Le frazioni di Schongau sono:
- Mettmenschongau
- Niederschongau
- Oberschongau
- Rüedikon

## Economia
L'economia locale si basa prevalentemente sul settore primario.